# 北礼士路
39°55′46″N 116°20′50″E / 39.92948°N 116.34734°E
北礼士路是位于北京市西城区的一条道路。

## 简介
北礼士路位于北京市西城区西北部，为南北走向。北起西直门外大街与高梁桥路相连，南至阜成门外大街。全长1850米，平均宽度6米。北礼士路和南礼士路原先是金中都通玄门外官道。明朝因为月坛东门外有礼神坊，故南礼士路北段在明朝称“礼神街”。清朝将礼神坊改为光恒坊，路名也随之改成“光恒街”。阜成门外早年间有驴市，供人租用脚驴，驴市与阜成门外大街相交处清朝泛称“驴市口”，因为此路在驴市口以北，故得名“北驴市口”。1911年后谐音改称为“北礼士路”。如今北礼士路多为企业和居民小区。。
2012年4月1日下午3点半，北礼士路物华大厦东侧人行道上的一块路面因滲入热力管道腐蚀破裂流出的滚烫熱水而塌陷，此時行经此处的一服装店店长杨二敬坠入坑中。杨二敬後來被救出，但全身99%的面积已被烫伤，其中90%深度烫伤，食管、内脏均被严重烫伤。4月9日，杨二敬去世。